# Coconoon
Coconoon (značenje imena nije poznato.), Pleme Yokuts Indijanaca iz Kalifornije, za koje je Johnston rekao 1851. (Schoolcraft, Ind. Tribes, iv, 413, 1854) da "žive na rijeci Merced r., s drugim grupama, pod njihovim poglavarom Nuellom. Postoje ostaci 3 različite skupine koje žive zajedno, a svaka izvorno govori različitim jezikom. Stariji ljudi imaju poteškoća u međusobnom razumijevanju."
Rječnik koji je dao Adam Johnston (1851) je Yokuts, a izdali su ga Schoolcraft i Powers. Rijeka Merced je, međutim, inače poznata po tome da su je naseljavala samo plemena Moquelumnan. 
Coconoon također spominje i Royce (18. Rep. B. A. E., 780.), zajedno s 5 drugih plemena sa rijeka Tuolumne i Merced (od kojih su svi nedvojbeno bili Moquelumnan), pošto su ustupili sve svoje zemlje, ugovorom od 19. ožujka 1851., izuzev trakta između Tuolumne i Merceda. 
Ako su ove izjave o Coconoonima točne, oni su činili mali odvojeni odjel obitelji Mariposan smješten među skupinama Moquelumnan na sredini između glavnog dijela ove porodice na jugu i Cholovone prema sjeverozapadu.
Swanton ih smješta u grupu Northern Valley Yokuts

## Vanjske poveznice
- Indian Tribeal History: Coconoon  Arhivirana inačica izvorne stranice od 10. listopada 2007. (Wayback Machine)